# Фабр, Жан-Пьер (Того)
Жан-Пьер Фабр (фр. Jean-Pierre Fabre, род. 2 июня 1952, Ломе, Того) — экономист, тоголезский политик. Президент Национального альянса за перемены, главной оппозиционной партии Того. Один из первых активистов Тоголезской лиги прав человека, боролся против диктатуры Гнассингбе Эйадемы, за что преследовался властями.
Генеральный секретарь Союза сил за перемены с момента его основания в 1992 году. Был кандидатом на президентских выборах в марте 2010 года в Того, заменив президента партии Гилхриста Олимпио, который не смог вовремя выдвинуть свою кандидатуру из-за проблем со здоровьем. После разногласий с Олимпио, который решил примириться с властью после президентских выборов, Фабр создал Национальный альянс за перемены.

## Биография
Фабре родился в Ломе в 1952 году и учился в Того, а затем учился в Университет науки и технологий в Лилле (Франция). После получения степени по экономике со специализацией в бизнес-администрировании, вернулся в Того в 1979 году. Преподавал в Университете Ломе в Того в течение 4 лет и был генеральным секретарем исследовательской группы по архитектуре и урбанизму с 1981 по 1991 год.

## Политическая карьера
В начале 1990-х годов Фабр редактировал две еженедельные газеты: «La tribune des démocrates» (Трибуна демократов) и «Le temps des démocrates» (Время демократов). Он участвовал в Суверенной национальной конференции 1991 года и выступал в качестве пресс-секретаря конференции. Когда 1 февраля 1992 года Гилхрист Олимпио основал Союза сил за перемены как объединение партий, Фабре был назначен Генеральным секретарем, а Olympio стал его президента.
В конце декабря 2002 года, когда Национальное собрание проголосовало за отмену ограничения президентских сроков и тем самым разрешило президенту Гнассингбе Эйадеме баллотироваться на переизбрание, Фабр осудил этот шаг и призвал «тоголезский народ немедленно мобилизоваться, чтобы противостоять этому перевороту президента Эйадемы».
В преддверии президентских выборов 2003 года Фабр и ещё один высокопоставленный чиновник Союза сил за перемены Патрик Лоусон были арестованы 3 июня 2003 года, по-видимому, за подстрекательство к мятежу. Они были освобождены днём позже, но только после того, как их обвинили в причастности к инциденту в мае 2003 года, когда была подожжена заправочная станция.
Президент Эйадема умер в феврале 2005 года, что привело к досрочным президентским выборам. Кандидат от Союза сил за перемены Эммануэль Боб-Акитани проиграл Фору Гнассингбе от правящего Объединения тоголезского народа, но результаты были оспорены оппозицией, и последовали серьезные волнения. Союз сил за перемены отказался участвовать в правительстве национального единства, которое было сформировано в июне 2005 года, и Фабр сказал, что один член Союза, присоединившийся к правительству, был там «только в личном качестве».
Бойкотировав все предыдущие парламентские выборы, Союз сил за перемены принял участие в парламентских выборах 2007 года и Фабр возглавил список партии в столице страны Ломе. Партия выиграла 27 из 81 места на выборах, подтвердив свой статус крупнейшей оппозиционной партии в Того, хотя Объединение тоголезского народа сохранило своё парламентское большинство. В Ломе Союз выиграл 4 из 5 доступных мест, и поэтому Фабр, как глава списка, был избран в Национальное собрание.
Союз сил за перемены оспорил результаты выборов, но тем не менее они были подтверждены Конституционным судом 30 октября 2007 года. Фабр заявил, что суд «отказался применять закон». Вскоре после этого, когда Национальное собрание начало собираться на новый парламентский срок, Фабр стал президентом партийной парламентской группы.

### Президентские выборы 2010 года
Перед выборами 2010 года ожидалось, что кандидатом от Союза сил за перемены станет его лидер Гилхрист Олимпио. Однако в то время Олимпио был в США, где лечился от болей в спине, и не мог поехать в Того, чтобы пройти необходимое медицинское обследование для подачи кандидатуры. В результате Союз сил за перемены выставил кандидатуру своего Генерального секретаря Жан-Пьера Фабра.
17 февраля четыре небольшие оппозиционные группы присоединились к Союзу сил за перемены, поддержав кандидатуру Фабра и составив оппозиционную коалицию Республиканский фронт перемен и перемен. Другие оппозиционные партии отказались поддержать Фабра и выдвинули своих собственных кандидатов, тем не менее, Фабр заявил в интервью 17 февраля, что коалиция представляет большинство оппозиционных избирателей. Касаясь других представителей оппозиции, он сказал, что «они должны присоединиться к нам», и выразил некоторое раздражение по поводу их нежелания сплотиться позади него: «эго в Того настолько сильное, что каждый думает, что он может быть президентом». В ответ на предположения о расколе в Союзе сил за перемены Фабр заявил, что Олимпио поддержал его кандидатуру.
Голосуя на выборах в Ломе 4 марта 2010 года, Фабр заявил, что «во время кампании я объехал всю страну и услышал сигнал бедствия, желание перемен», и предупредил правительство не фальсифицировать выборы в пользу президента Гнассингбе: «Люди будут следить за тем, чтобы их голос не был изменён». На следующий день 5 марта он провёл пресс-конференцию, объявив о победе и заявив, что он набрал около 75-80 % голосов. Он обвинил правящее Объединение тоголезского народа в фальсификациях на выборах и сказал, что результаты, отправляемые в избирательную комиссию, не заслуживают доверия.
Официальные предварительные результаты были объявлены поздно 6 марта. По ним Гнассингбе победил на выборах с 60,9 % голосов (1 243 044 голоса), намного опередив Фабра, который получил 33,94 % (692 584 голоса). Примечательно, что явка сильно варьировалась в зависимости от региона: она составляла 70-80 % на севере — оплоте ОТН, но была намного ниже на юге, традиционно поддерживающем ССП (включая Ломе).
Заявив о массовых фальсификациях, Фабр возглавил 7 марта протест с группой сторонников, однако применения полицией слезоточивого газа протестующие были вынуждены укрыться в штаб-квартире ССП. На следующий день 8 марта силы безопасности заблокировали штаб-квартиру ССП. ССП объявил о большой акции протеста 9 марта, однако протест был сорван полицией, которая после обыска конфисковала компьютеры и арестовали членов партии.

### Президентские выборы 2015 года
На президентских выборах 25 апреля 2015 года Фабр баллотировался от оппозиционной коалиции Национальный альянс за перемены, но вновь согласно официальным результатам проиграл действующему президенту Фору Гнассингбе. На следующий день после того, как Национальная избирательная комиссия опубликовала результаты выборов, Фабр отклонил официальные результаты и объявил себя избранным президентом, ссылаясь на массовые фальсификации со стороны правящей партии Союз за республику.
1 мая 2015 года Патрик Лоусон-Банку, директор по связям Фабра, опубликовал заявление для прессы, в котором утверждал, что тот набрал 641 765 голосов против 539 764 голосов за Гнассингбе. Эти результаты, по словам Лоусона, составляли около 60 % избирательных округов. Остальные 40 % избирательных участков были в основном из северной части страны, считающейся цитаделью действующего президента. Партия Фабре утверждала, что результаты выборов в северных избирательных округах были сфальсифицированы.